# María Conde
María Conde Alcolado (Madrid, 14 gennaio 1997) è una cestista spagnola.

## Carriera
È stata selezionata dalle Chicago Sky al terzo giro del Draft WNBA 2019 (27ª scelta assoluta).
Con la Spagna ha disputato i Giochi olimpici di Tokyo 2020 e due edizioni dei Campionati europei (2017, 2021).